# 花旗银行

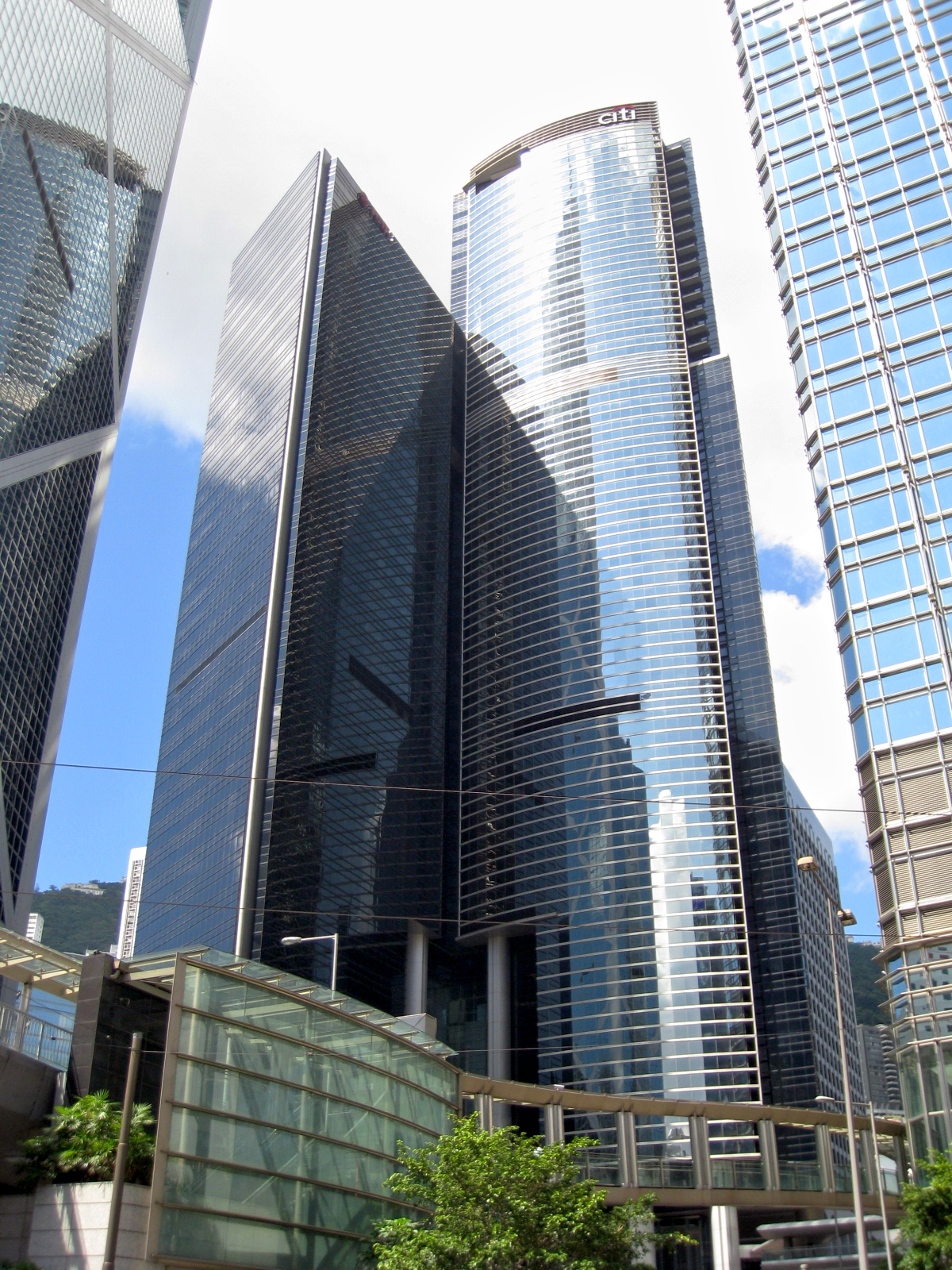
位於香港中環花園道三號的花旗銀行大廈

花旗銀行（2002年前香港曾稱之為萬國寶通銀行）是花旗集團屬下的一家零售銀行，其主要前身是1812年6月27日成立的「纽约城市银行」，經過兩個世紀的發展、收購，已經成為美國以資產計第三大銀行，也是一間在全球近一百六十個國家及地區設有分支機構的國際級銀行，總部位於紐約市格林威治街390號。英文縮寫中的「N.A.」是指「National Association」，即全美國經營的銀行。
根據美國聯邦存款保險公司（FDIC （页面存档备份，存于））的資料，2005年3月31日，花旗集團控股的12家美國花旗銀行的國內總存款額為204,351,066,000美元，資產總額為935,236,982,000美元（逾九千億美元）；這些數字並不包括花旗銀行的海外機構。
花旗銀行是在中國開辦業務的第一家美國銀行。1902年5月15日，花旗銀行的前身之一「國際銀行公司」（International Banking Corporation）在上海開設分行，這也是花旗銀行在亞洲的第一家機構。同年，國際銀行公司於7月1日在新加坡與馬尼拉，10月8日在横滨，12月8日在香港分別開設另外四家機構。1964年8月3日，花旗銀行在台北開設分行。花旗銀行在澳門的業務則開始於1983年5月27日。唯在2021年4月15日，花旗宣布，將撒出澳洲、巴林、中國大陸、印度、印尼、南韓、馬來西亞、菲律賓、台灣、泰國、越南、波蘭及俄羅斯13個市場的零售銀行業務。另外，2022年1月12日，花旗宣布將撤出墨西哥的零售、中小企業和中型市場銀行業務，亦在2023年8月11日宣布在8月12日結束花旗銀行在台灣營運的44間銀行與66間ATM。

## 大事記
- 1812年6月16日，花旗銀行的前身「紐約城市銀行」（City Bank of New York）由紐約州政府特許設立，許可資本（authorized capital）200萬美元，實際給付資本（paidin capital）80萬美元。同年9月14日，城市銀行位置在紐約市正式開業，為紐約商人服務。
- 1865年，加入新成立的美國國家銀行體系（英语：National bank#United States）（U.S. national banking system），並更名為「紐約國家城市銀行」（The National City Bank of New York）。
- 1894年，成為全美國最大的銀行。
- 1897年，在美國的主要銀行中，首家設立外國業務部，並開始外幣交易業務。

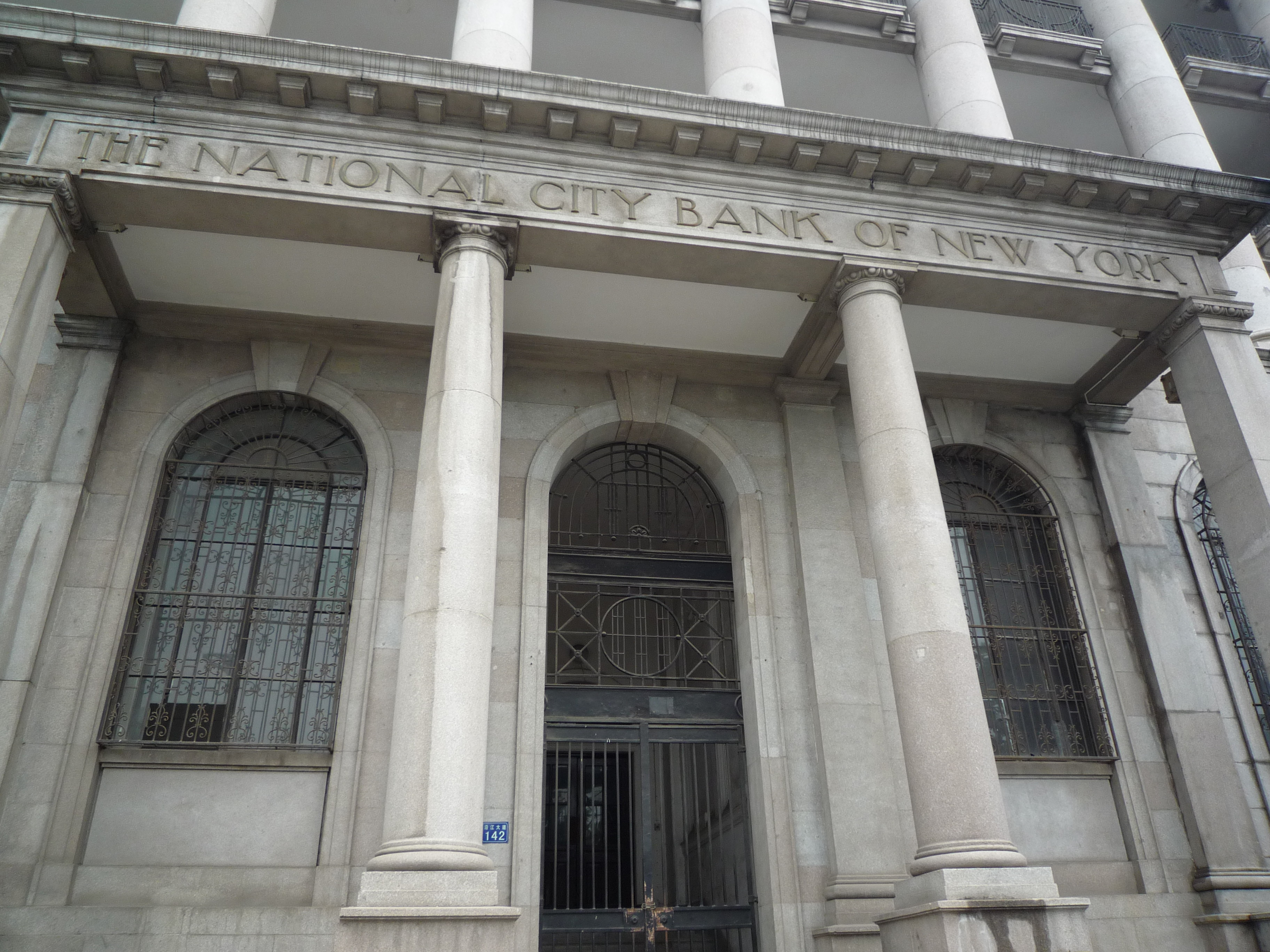
位處武漢外灘的紐約城市銀行遺跡

- 1904年，開創旅行支票（traveler's checks）業務。銀行總部移至華爾街55號，並一直使用到1961年。
- 1913年，是紐約聯邦儲備銀行的首要參股人。
- 1914年11月10日，根据1913年12月的《聯邦儲備法》，在阿根廷布宜諾斯艾利斯設立分行，成為首家在外國設立分行的美國國家銀行（National Bank）。
- 1915年，在巴西里約熱內盧設立辦事處。成為美國有最大海外機構網的國際銀行。
- 1916年，收購一家美國的海外銀行——International Banking Corporation（IBC）。IBC银行1901年成立，总部设在纽约。根据1863年美国国家银行法案（英语：National_Bank_Act）（National Bank Act），美国国内的National银行是禁止在国外设立银行分支机构。IBC银行業務拓展到亞洲、歐洲、印度。在伦敦、香港、加尔各答、馬尼拉等地設立分行或辦事處。1902年为配合美国政府接收清政府的庚子赔款，International Banking Corporation（IBC）在上海设立分行，其正式中文名称是“万国宝通银行”。由于在银行门口高悬星条旗，遂被上海人俗称为“花旗银行”。该行索性在上海将正式中文名称改为“花旗银行”，1905年1月1日发行的“美商上海花旗银行”字样钞票是目前能够找到的最早证据。[10]但在香港，“万国宝通银行”的中文名字沿用至2001年才改为“花旗银行”。至今香港仍有萬國寶通中心。
- 1919年，成為美國第一家資產超過10億美元的銀行。
- 1921年，在美國的主要銀行中，首家採用複利法給儲蓄帳戶（savings account）計息。
- 1927年1月1日起，在海外停用International Banking Corporation名字，改称National City Bank of New York。[11]
- 1928年，在美洲的主要銀行中，首家給存款人提供無質押個人貸款（unsecured personal loans）。
- 1929年，成為全球最大的商業銀行。併購「農民貸款信託公司」（Farmers' Loan and Trust Company），並將之更名為「城市銀行農民信託公司」（City Bank Farmers Trust Company）。
- 1936年，在紐約市的銀行中，首家開辦不需要最低餘額的支票帳戶（checking account）業務
- 1939年，在美國以外共有分佈於23個國家的100間辦事機構，成為最大的國際性銀行。
- 1945年，在一系列戰爭貸款及勝利貸款活動中，售出了56億美元的美國國庫券（U.S. Treasury securities）。
- 1955年，更名為「紐約第一國家城市銀行」（The First National City Bank of New York）
- 1961年，發明negotiable定期存款（negotiable certificate of deposit）。成立「第一國家城市海外投資公司」（First National City Overseas Investment Corporation）作為海外分支及從屬機構的控股公司（holding company）。位於公園大道399號的新總部大樓建成。
- 1962年，在銀行150週年慶之際，更名為較短的「第一國家城市銀行」（First National City Bank）。
- 1964年，花旗銀行在台北開設分行。總部決定進軍租賃業務。
- 1965年，進軍信用卡業務。
- 1966年，在倫敦市場開辦Dollar Certificates of Deposit，是自1888年來，倫敦市場的首家negotiable instrument。
- 1967年，開辦花旗銀行的第一張信用卡「第一國家城市簽賬服務」（First National City Charge Service），俗稱「囊括所有卡」（the "Everything" card）。
- 1968年，一家銀行控股公司「第一國家城市股份公司」（First National City Corporation，後更名為Citicorp）成為第一國家城市銀行的母公司。
- 1969年，「囊闊所有卡」改製成為「主人簽賬」（Master Charge，後更名為萬事達卡，MasterCard）。
- 1974年，第一國家城市股份公司更名為花旗公司（Citicorp），以方便其國際業務。

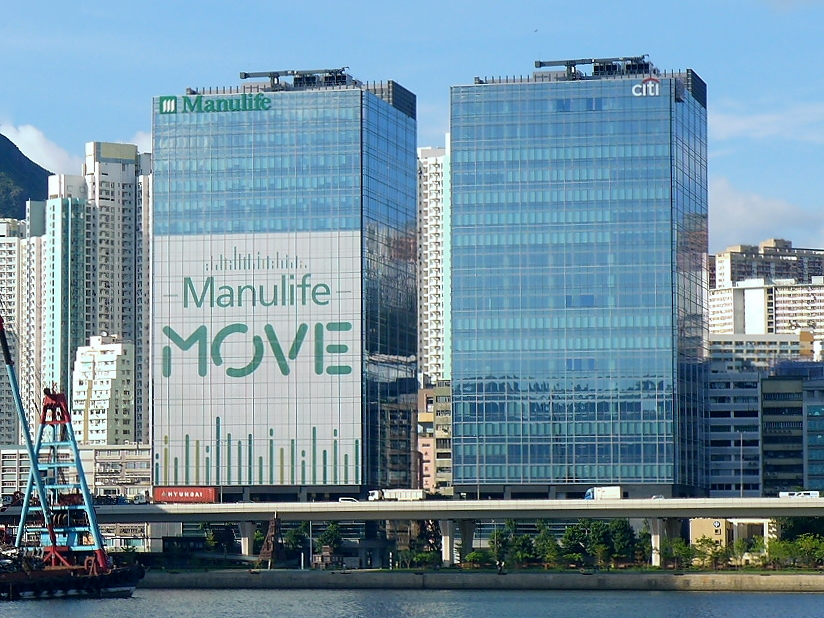
花旗銀行（香港）總部位於觀塘One Bay East東座，該大廈由花旗集團於2014年6月以54.25亿港元整棟購入

- 1976年，第一國家城市銀行變成「花旗銀行國家協會」（Citibank, N.A.，N.A.表示National Association）。
- 1977年，花旗銀行開建花旗卡銀行中心（Citicard Banking Center），利用花旗卡與自動櫃員機（ATM）進行服務。24小時的自動櫃員機不再僅是供緊急提現之用，而成為正常業務的一部分。
- 1979年，成為全球的首要外幣交易代理。
- 1981年，收購「大來信用證」（Diners Club）。
- 1982年至1984年間，在加利福尼亞、佛羅里達、依利諾伊、華盛頓哥倫比亞特區收購儲蓄（Savings）與貸款業務，使花旗集團成為美國最大的銀行控股公司。
- 1984年，花旗銀行倫敦分行成為錢伯斯清算公司（CHAPS Clearing Company）的創始成員機構之一。錢伯斯清算公司是僅次於美國Fedwire的全球第二大實時大體結算系統（real-time gross settlement system）。
- 1985年，在紐約開辦「直接連入」（Direct Access®）服務，通過個人電腦跟花旗銀行連結。
- 1986年，在紐約與香港首次使用觸屏式自動櫃員機（touch-screen automated teller machine）。
- 1989年，成為抵押信用卡（securitized credit card receivable）的首要發行人。在紐約長島市法院廣場1號（1 Court Square）的一座新摩天大樓建成。
- 1992年，花旗銀行成為美國最大的銀行。花旗集團的分支機構遍佈90多個國家。
- 1993年，成為全球最大的信用卡及簽帳卡的發行人與服務提供人。將1980年代收購的各家存款銀行合併，並以「花旗銀行聯邦儲蓄銀行」（Citibank, FSB）之名統一運作。
- 1994年，開設俄國第一家外國獨資商業銀行。
- 1995年，在闊別45年後，在中國開設第一家具備全面業務的（full-service）分行，並在越南與南非開設分行。
- 1996年，擁有亞洲最多的信用卡。台灣是美國以外第一個信用卡數量超過100萬張的國家/地区。
- 1998年10月8日，花旗公司（Citicorp）與旅行家集團（Travelers Group）雙方的所有屬下合併成為花旗集團股份有限公司（Citigroup Inc.）。花旗銀行繼續保持為花旗集團旗下的強勢品牌。
- 2001年5月17日花旗銀行以125億美元收購墨西哥第二大金融機構——墨西哥國民銀行（Banamex、Grupo）
- 2004年2月24日，花旗銀行以27.3億美元收購韓國中等規模的銀行KorAm Bank
- 2004年7月1日，花旗悉數拋售持有的臺灣富邦金融控股集團10.2%股權
- 2005年7月1日，花旗銀行香港分行零售銀行業務轉移至在當地註冊成立的花旗銀行（香港）有限公司。
- 2006年10月27日花旗銀行收購中美洲最大信用卡發行機構Banco Uno第一金融集團（GFU）
- 2006年12月14日花旗銀行收購GrupoCuscatlán（屬於國際Cuscatlán聯合銀行機構UBCI）。此併購案包括所有Cuscatlán銀行（Grupo Cuscatlán包括薩爾瓦多、瓜地馬拉、宏都拉斯、哥斯大黎加及巴拿馬等國，薩國為Banco Cuscatlán）、股市交易所、SISA保險業及AFP Confia退休奉給提存業及信用卡部門等
- 2007年4月1日，花旗銀行中國內地分行轉移至在當地註冊成立的花旗銀行（中國）有限公司。
- 2007年4月9日，花旗銀行宣佈合併台灣的華僑商業銀行，其細節為在台灣註冊成立花旗（台灣）商業銀行，並以新註冊的花旗（台灣）商業銀行為存續銀行，華僑商業銀行為消滅銀行，於2007年12月1日完成合併。
- 2007年4月27日花旗集團以77億美元的全現金方式成功收購日本第三大證券公司日興柯迪證券公司（Nikko Cordial Securities），花旗的持股比例由原先的4.9%提高到了61.1%。
- 2007年12月21日花旗銀行收购智利第二大银行Banco De Chile，Banco De Chile股东将持有合并后的金融机构89.56%的股权，而花旗将持有其余10.44%的股权，因此合并后的银行仍保持Banco De Chile的名称。

### 2008年至今
- 2008年9月29日收購美國第四大銀行美聯銀行（Wachovia）的業務，花旗將會吸納美聯銀行的3120億美元貸款，但只會承擔不超過420億美元的虧損，成為美國最大的零售銀行，但在10月3日富國銀行0.1991普通股換取1股美聯銀行普通股，折算以每股7美元收購美聯，涉資117億美元，直接宣佈花旗的收購方案告吹。
- 2008年12月7日花旗集團以52億歐元（約合66億美元）將其德國零售銀行業務出售給法國國民互助信貸銀行（Credit Mutuel Confederation Nationale）。該業務資產達156億美元，存款達118億美元，包括340個網點內的325萬客戶，在德國擁有超過7%的市場佔有率。其主營業務為消費信貸和信用卡，是德國最大的信用卡發行商，該業務將繼續以花旗品牌經營直到2010年為止。
- 2008年12月1日花旗集團出售日興花旗信託銀行（NikkoCiti），花旗早於2001年入股日興證券旗下日興信託銀行，佔有五成股權，於2001年被納入美國花旗集團才改為現在的名稱。花旗集團在日本主要的事業目前有花旗銀行、日興花旗信託銀行、日興Cordial證券、日興花旗集團證券和日興資產管理公司
- 2009年1月12日摩根士丹利、花旗宣佈成立新合資公司「摩根士丹利美邦公司」將成為全球最大證券經紀公司，擁有20,390位營業員、管理1.7兆美元客戶資產。花旗將以100%的美邦證券、澳洲美邦以及在英國提供私人投資管理服務的Quilter的股權及27億美元現金但不含花旗私人銀行以及日本的Nikko Cordial證券。取得「摩根士丹利美邦公司」49%的股份。花旗出售美邦後，帳面獲利58億美元。據美邦網頁簡介，美邦在全球有764個辦事處，擁有900萬美國客戶，共有14,133個理財顧問，為客戶提供各項理財服務，包括個人理財和資產管理等服務，目前管理客戶資產高達1.323萬億美元。摩根士丹利以旗下全球財富管理事業100％的股權取得「摩根士丹利美邦公司」51%的股權。在第3年後，摩根士丹利和花旗都有權購買或出售在新公司中的股份，但花旗至少在5年內都會持有相當大的股權。
- 2009年1月16日花旗集團宣佈把業務一分為二，花旗集團將拆分為「花旗銀行」和「花旗控股」兩部分，花旗銀行將保留集團在100多個國家的傳統銀行業務，花旗控股則將納入一些「非核心」的資產管理、消費金融業務主要包括CitiFinancial、Primerica金融公司和「摩根士丹利美邦公司」49%的股份等，以及花旗在日本的子公司日興花旗控股和Nikko資產管理公司
- 2009年5月1日花旗集團決定以5450億日元（約55億美元）出售旗下的日本第三大的證券公司也日興柯迪證券（Nikko Cordial Securities）給三井住友金融集團。協定內容包括完全接收日興證券（Nikko Cordial Securities）及部分接收投資銀行「日興花旗」（NikkoCitigroup），花旗2008年1月才完成的一系列交易為收購Nikko Cordial支付了1.6萬億日圓（161.7億美元）
- 2009年7月30日住友信託銀行以756億日圓（7.95億美元）收購花旗集團持有的日興資產管理公司64％股權
- 2009年10月9日花旗集團以2.5億美元出售旗下能源交易部門Phibro給美國第4大石油公司西方石油（Occidental Petroleum）
- 2009年11月25日加拿大（Bank of Montreal）已同意收購花旗集團（Citigroup Inc.）旗下的Diners Club North American特許資產，從而擁有了在美國和加拿大獨家發行Diners信用卡的權利。
- 2009年12月15日花旗集團與政府達成協議，償還450億美元貸款，脫離政府的監管，財政部獲利130億美元。花旗去年分三次獲政府注資450億美元，償還450億美元，原因是有250億美元債務已經轉為普通股，令政府持有花旗三成四股權，花旗會發行170億美元普通股和35億美元有形股權單位支付，而虧損承擔協議亦會終止。
- 2010年3月15日花旗集團（Citigroup）將斥資2697億智利比索（約合5.197億美元）增持智利銀行（Banco de Chile）控股公司LQ Inversiones Financieras SA的股權額外8.52%至50%。
- 2012年2月24日花旗集團退出在印度最大抵押貸款機構近7年的投資，以955億盧比（19億美元）出售於Housing Development Finance Corp（HDFC）的全部股權。花旗聲明稿指出，花旗以每股657.56盧比出售1.453億股，佔該公司9.85%股權
- 2006年，花旗以大約290億盧比（約合5.89億美元）的價格收購了HDFC近10%的股份，此後逐漸將其持股增至11.37%，成為這家印度金融公司的最大股東。
- 2012年3月19日花旗集團通过大宗交易转让了5.0616億股浦發銀行股份给中國太保及旗下太平洋資產管理，占該公司已經发行总股份的2.714%。至此，花旗银行在該公司的股份为零。
- 2012年5月25日花旗集團以每股5.24里拉的价格出售花旗海外投资公司（Citigroup Overseas Investment Corp.）所持有的4.04亿股Akbank银行的股票。Akbank银行是土耳其市场价值排名第二的银行。按照当前的汇率计算，花旗集团通过此次交易获得的总收入约为11.5亿美元，花旗集团将继续持有剩余约9.9%的Akbank股权至少三年，以作为其对于Akbank战略性投资的承诺。
- 2012年6月29日以索尼為首的財團完成以22億美元（約171.6億港元）向花旗收購英國音樂集團百代（EMI）。
- 2012年9月11日摩根士丹利和花旗集團同意將雙方的合資券商摩根士丹利美邦估值定為135億美元，解決了持續數月的爭端。根據協議，摩根士丹利將再買入摩根士丹利美邦的14％股份，並在2015年6月1日前購入花旗持有的餘下35％股權。
- 2014年12月25日花旗宣布向三井住友銀行出售其日本零售銀行業務。
- 2015年3月3日 Springleaf Holdings(LEAF.N)以42.5億美元現金收購花旗集團(CN)旗下的OneMain Financial Holdings。
- 2015年3月5日 花旗集團以10億美元出售土耳其Akbank银行近10%的股票。
- 2015年5月25日花旗集團出售CitiFX Pro紿福匯（FXCM）和丹麥投資銀行盛寶銀行（SAXO Bank）。
- 2016年2月29日，中国人寿保险以每股6.39元人民幣，斥資196.8億人民幣，收購花旗集團所持有的廣發銀行20%股權（合計30.79億股），完成交易後，花旗集團以廣發銀行持股將由20%减至0%。
- 2021年4月15日，花旗宣布將撤出澳洲、巴林、中國、印度、印尼、南韓、馬來西亞、菲律賓、台灣、泰國、越南、波蘭及俄羅斯13個市場的零售銀行業務，整個亞洲、歐洲、中東和非洲的零售銀行業務。只剩下四個市場，分別為香港、新加坡、倫敦和阿拉伯聯合大公國。[12]。
- 2021年8月9日，花旗宣布向澳洲國民銀行出售其澳洲的零售銀行業務，作價為8.82億美元。[13]
- 2021年10月25日，花旗表示在未能找到買家後，決定結束並清算其南韓零售銀行業務，從而退出當地零售銀行市場，將斥資12億至15億美元用於關閉其業務而衍生的人事成本[14]。
- 2021年12月23日，花旗宣布向菲律賓聯合銀行（英语：UnionBank of the Philippines）出售其菲律賓的零售銀行業務，作價約9.08億美元。[15]
- 2022年1月12日，花旗宣布將撤出其墨西哥的零售、中小企業和中型市場銀行業務。[16]
- 2022年1月13日，花旗宣布向大華銀行出售其印尼、馬來西亞、泰國和越南的零售銀行業務，作價為36.6億美元。[17]
- 2022年1月28日，花旗宣布向星展銀行協議出售台灣子公司消費者金融部門花旗(台灣)商業銀行。
- 2022年3月30日，花旗宣布向同心銀行（英语：Axis Bank）出售其印度的零售銀行業務，作價為16億美元。[18]
- 2022年4月6日，花旗宣布向科威特 Ahli United Bank 出售其巴林的零售銀行業務。[19]
- 2022年9月21日，花旗银行宣布将撤出英国的大部分个人银行业务，仅保留私人银行业务。至此，花旗零售银行业务预期将仅剩美国、香港、新加坡和阿联酋四个市场。
- 2022年11月1日，花旗银行在马来西亚和泰国的零售银行业务交接予大华银行。大华银行获准临时使用花旗银行的商标和在线银行基础设施，在马来西亚直至2023年7月14日[20]，在泰国直至2024年4月19日[21]。
- 2022年12月15日，花旗（中国）宣布其零售银行业务将“逐步关闭”，并将分别转移。
- 2023年3月1日，花旗银行在越南的零售银行业务交接予大华银行。大华银行获准在越南临时使用花旗银行的商标和在线银行基础设施[22]。
- 2023年4月，花旗（中国）向富邦华一银行出售零售银行业务中的贷款业务（银行持有的债权）。除信用卡外的其他个人贷款已经于2023年5月9日至2024年1月19日分批交接予富邦华一银行。
- 2023年8月12日，花旗（台湾）商业银行的消费金融部门交接予星展（台湾）商业银行。
- 2023年10月9日，花旗（中国）向汇丰银行（中国）出售零售银行业务中的个人银行财富管理业务（银行持有的债务），作价36亿美元[23]。
- 2023年11月20日，花旗银行在印度尼西亚的零售银行业务交接予大华银行。
- 2024年4月24日，花旗（中国）向中国国家金融监督管理总局缴回保险中介许可证，退出零售银行业务中的保险业务。
- 2024年5月6日，花旗（中国）信用卡停止使用。相关债权计划于同年7月5日交接予富邦华一银行。
- 2024年6月8日，花旗（中国）个人银行财富管理业务交接予汇丰银行（中国）[24]。花旗（中国）借记卡已经于5月27日停止使用。除不愿或不能（如贵阳分行客户）转移的部分客户外，花旗（中国）至此已不再在中国开展零售银行业务，剩余零售银行业务归总于上海分行，并只供转出及注销[25]。
- 2024年7月29日，花旗集團全面擴大全球企業金融，全國設立辦事處，並協助企業金融業務。

| 市埸                       | 收購方                                       | 公佈日期   | 作價 (美元) |
| -------------------------- | -------------------------------------------- | ---------- | ----------- |
| 澳洲                       | 澳洲國民銀行                                 | 2021-8-9   | 8.82億      |
| 印尼、馬來西亞、泰國和越南 | 大華銀行                                     | 2022-1-13  | 36.6億      |
| 南韓                       | N/A (直接關閉)                               | N/A        | N/A         |
| 菲律賓                     | 菲律賓聯合銀行                               | 2021-12-23 | 9.08億      |
| 台灣                       | 星展銀行                                     | 2022-1-28  | 7.1億       |
| 印度                       | 同心銀行                                     | 2022-3-30  | 16億        |
| 巴林                       | Ahli United Bank                             | 2022-4-6   | 未知        |
| 中国大陆                   | 拆分出售：汇丰银行（债务）、富邦金控（债权） | 2023-10-9  |             |

## 產品與服務

### 私人財富服務
Citigold是花旗銀行針對大眾富裕人群（資產最低要求為200,000美元）的銀行產品，可在34個國家使用，其中超高淨值人士（資產達2,500萬美元及以上）由花旗私人銀行管理。

### 行動電子錢包支援
花旗銀行卡支持Samsung Pay，Google Pay和Apple Pay。

### 多因素驗證
僅支持將安全性較低的SMS一次性密碼消息發送到已註冊認證身份的手機號碼。 不支持基於軟件或硬件的認證設備。

### 引用
1. ↑  . Pinterest.   [2019-10-16]. （原始内容存档于2020-03-29） （英语）.
2. ↑  . NumisBids.com.   [2019-10-16]. （原始内容存档于2020-03-29） （英语）.
3. ↑  . NumisBids.com.   [2019-10-16]. （原始内容存档于2020-03-29） （英语）.
4. ↑  . NumisBids.com.   [2019-10-16]. （原始内容存档于2020-03-29） （英语）.
5. ↑  . NumisBids.com.   [2019-10-16]. （原始内容存档于2020-03-29） （英语）.
6. ↑  . NumisBids.com.   [2019-10-16]. （原始内容存档于2020-03-29） （英语）.
7. ↑  . NumisBids.com.   [2019-10-16]. （原始内容存档于2020-03-29） （英语）.
8. ↑  . NumisBids.com.   [2019-10-16]. （原始内容存档于2020-03-29） （英语）.
9. ↑  . NumisBids.com.   [2019-10-16]. （原始内容存档于2020-03-29） （英语）.
10. ↑  .   [2022年9月8日]. （原始内容存档于2022年9月9日）.
11. ↑  .   [2022-09-08]. （原始内容存档于2022-09-08）.
12. ↑  零售店鋪活躍指數. . 零售店鋪活躍指數. 零售店鋪活躍指數.   [2021-04-19]. （原始内容存档于2021-04-28）.
13. 1 2  . 經濟日報. 2021-08-10  [2022-02-19]. （原始内容存档于2022-07-14）.
14. ↑  . ETtoday財經雲. 2021-10-26  [2022-02-19]. （原始内容存档于2022-07-10）.
15. 1 2  . 中時媒體. 2021-12-23  [2022-02-25]. （原始内容存档于2022-07-14）.
16. ↑  David Henry. . Reuters. 12 January 2022  [12 January 2022]. （原始内容存档于2022-07-14）.
17. 1 2  . 明報. 2022-01-15  [2022-07-16]. （原始内容存档于2022-07-15）.
18. 1 2  . 鉅亨網. 2022-03-30  [2022-03-31]. （原始内容存档于2022-07-10）.
19. 1 2  Sohini Podder & Mehnaz Yasmin. . Reuters. April 6, 2022  [April 6, 2022]. （原始内容存档于2022-07-15）.
20. ↑  . UOB马来西亚.   [2024-06-12].
21. ↑  . UOB泰国.   [2024-06-12]. （原始内容存档于2024-06-12）.
22. ↑  . 花旗银行越南.   [2024-06-12]. （原始内容存档于2024-06-19）.
23. ↑  . 腾讯新闻. 2023-10-10  [2024-06-12].
24. ↑  . 新浪财经. 北京商报. 2024-06-12  [2024-06-12]. （原始内容存档于2024-06-12）.
25. ↑   (PDF).   [2024-06-12]. （原始内容存档 (PDF)于2024-05-26）.
26. ↑  . ETtoday財經雲. 2021-10-26  [2022-02-19]. （[hhttps://finance.ettoday.net/news/2119656#ixzz7LJxwBIrq 原始内容]存档于2022-07-10）.
27. ↑  Anshuman Daga & Indranil Sarkar. . Reuters. 28 January 2022  [28 January 2022]. （原始内容存档于2022-07-15）.

## 外部連結
- 花旗集團
- Citibank